# Mohammad Farhad (Politiker, 1938)

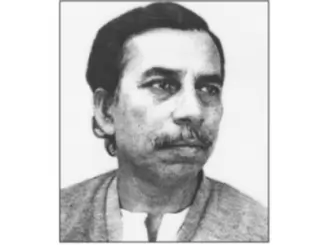
General secretary of Communist Party of Bangladesh

Mohammad Farhad (Comrade Farhad, bengalisch মোহাম্মদ ফরহাদ, geb. 5. Juli 1938, Khetripara, Britisch-Indien; gest. 9. Oktober 1987) war ein Politiker und ehemaliger Guerrilla-Führer in Bangladesch. Im Unabhängigkeitskrieg führte er eine Special Guerilla Force unter dem direkten Kommando der vereinten Kommunistischen Partei Bangladeschs (CPB), National Awami Party (NAP) und Bangladesh Students Union (BSU). Später war er Präsident der Kommunistischen Partei Bangladeschs und Mitglied des Jatiya Sangsad (Parlament).

## Leben

### Jugend
Mohammad Farhad wurde in Khetripara (heute Distrikt Dinajpur) geboren. Sein Vater war Ahmed Sadakatul Bari, seine Mutter hieß Tayabunnesa. Er gehörte der Urdu-sprachigen Gemeinschaft Bangladeschs an. Er erhielt 1953 seine Schulbildung an der Dinajpur Jila School und erwarb 1961 seinen Master in Politikwissenschaften an der Dhaka University.

### Politik
Comrade Farhad spielte eine Rolle in verschiedenen Bewegungen in Pakistan und Bangladesch, inklusive des Bengali Language Movement 1952, des Education Movement 1962, des Pakistan Mass Upheaval 1968–69, des Befreiungskrieges 1971 und der Demokratiebewegung nach 1971.
Während des Krieges von 1971 half er, die Guerillakräfte zu führen, die gemeinsam von der Kommunistischen Partei, der National Awami Party und der Bangladesh Chhatra League gebildet worden waren. Eine „Special Guerilla Force“ unter dem direkten Kommando von CPB-NAP-BSU kämpfte gegen die pakistanische Armee. Moni Singh, der ehemalige Präsident des CPB, wurde später zum Mitglied des Beirats der provisorischen Regierung von Bangladesch gewählt.
Farhad war während der Pakistan-Periode sowie während der Zia- und Ershad-Periode inhaftiert. Mohammad Farhad wurde 1986 von seinem Heimatbezirk Panchagarh als Abgeordneter gewählt. Er war dann bis zu seinem Tod Parlamentsmitglied.

## Tod
Am 8. Oktober 1987 verstarb Mohammad Farhad während eines offiziellen Besuchs in Moskau, Sowjetunion, als Delegierter des Parlaments von Bangladesch im Alter von 49 Jahren an einem „plötzlichen Herzinfarkt“. Er hinterließ seine Frau und zwei Kinder. 

## Ehrungen
Der Moni Singh-Farhad Memorial Trust wurde nach ihm benannt, gemeinsam mit dem Namen des Gründungsmitglieds der Kommunistischen Partei, Moni Singh. Der Trust ist ein Zentrum für Intellektuelle in Bangladesch dient.